# Districtul Plaisance
Plaisance este un district  în Seychelles, situat pe insula Mahé.